# Xian de Yingjing
Le xian de Yingjing (荥经县 ; pinyin : Yíngjīng Xiàn) est un district administratif de la province du Sichuan en Chine. Il est placé sous la juridiction de la ville-préfecture de Ya'an.

## Démographie
La population du district était de 131 762 habitants en 1999.